# شهرستان ویلر (اورگن)
شهرستان ویلر (به انگلیسی: Wheeler County) یک منطقه مسکونی در ایالات متحده آمریکا است که در اورگون واقع شده‌است. بر اساس سرشماری سال ۲۰۱۰، جمعیت آن ۱٬۴۴۱ نفر بود، که این شهر را کم جمعیت‌ترین ایالت اورگن کرد. نام آن به افتخار هنری اچ ویلر، مهاجری اولیه که صاحب مزرعه ای در نزدیکی میچل بود، نامگذاری شده‌است. مقر این شهرستان فسیل است، و شهرستان ویلر به دلیل دارا بودن بزرگترین ذخایر فسیل اورگن شناخته شده‌است.

## خصوصیات
شهرستان ویلر ۴٬۴۴۱٫۸۵ کیلومترمربع مساحت دارد.